# 太阳马戏
太陽馬戲（法語：Cirque du Soleil，太阳剧团，香港舊稱索拉奇藝坊）是加拿大魁北克省蒙特利爾的一間娛樂公司及表演團體的名稱。其自我定位為「馬戲藝術和街頭娛樂的戲劇性組合」，團址位於聖米謝爾內城區。該團係1984年由兩位街頭藝人蓋·拉利伯特與吉列斯·史特-克洛伊克斯創立於魁北克的拜爾-聖-保羅（Baie-Saint-Paul）。
2020年6月29日，太陽馬戲宣布因2019冠狀病毒病疫情影響而導致收入驟減為零，將向美國法院聲請破產保護並解雇大約3,500名員工。此外，太阳马戏亦與3大股東－美國私募股权基金TPG資本、中国大陸复星国际和加拿大养老基金魁北克儲蓄投資集團，就接管太阳马戏的债务，并投资3亿美元協助其重組达成协议。

## 表演特色

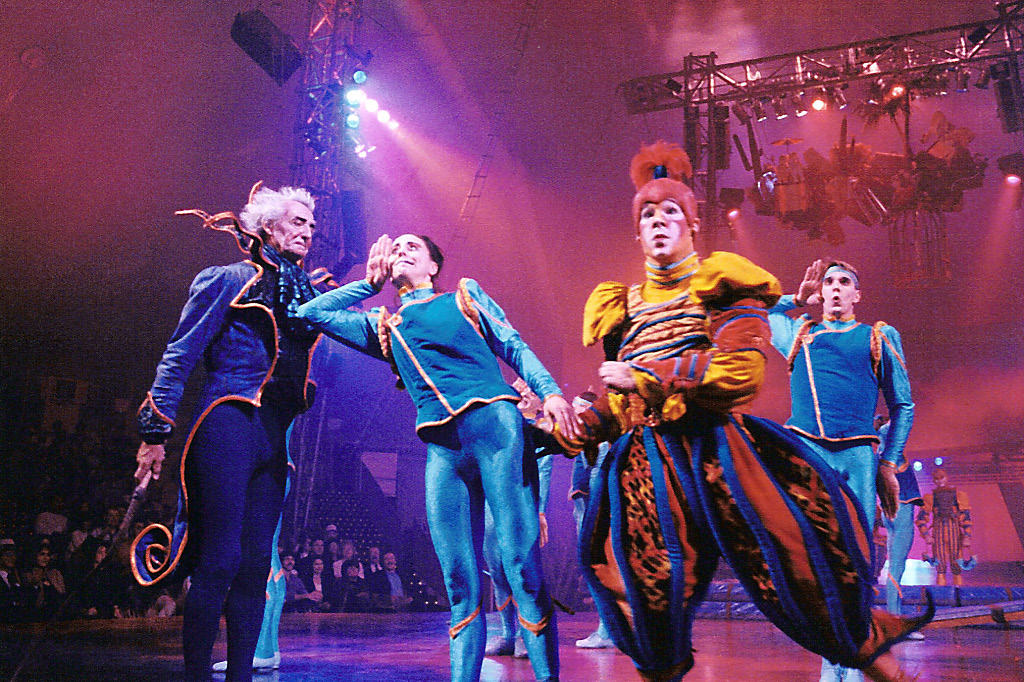
1993年的Nouvelle Expérience表演

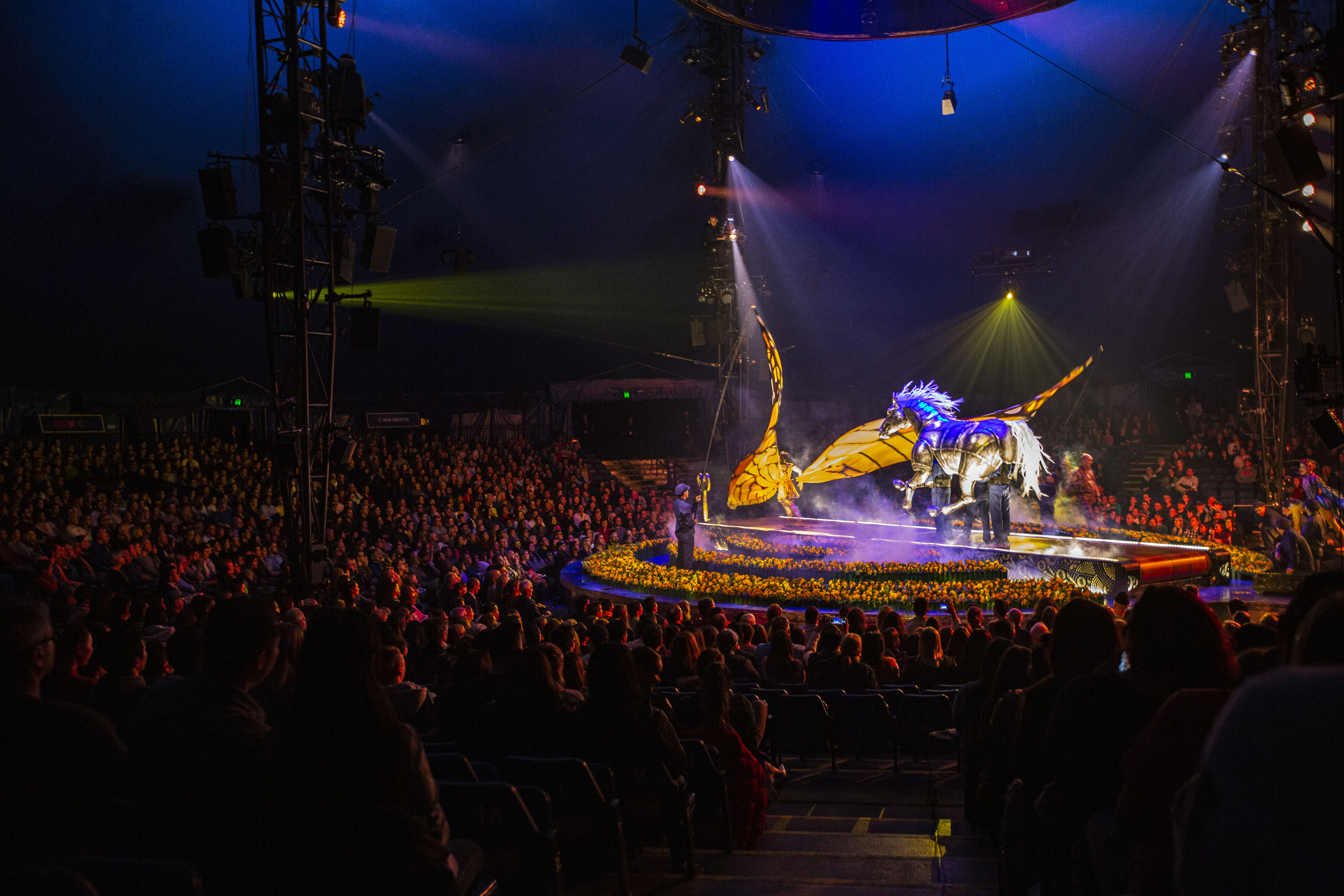
2019年在加拿大溫哥華的Luzia表演

太陽馬戲被形容為是摩登馬戲團，他們將馬戲表演融合完整故事展現於觀眾面前。太陽馬戲除了巡迴表演的項目外，還於多處地方設有長駐表演，而這些表演大多都和傳統馬戲表演有所不同，因為他們把世界各地的傳說故事，以獨特的特技和音效來加以詮釋。太陽馬戲團也是僅有不使用動物在馬戲團表演的組織。

## 北京演出展示坦克人相片
2013年8月9日，太陽劇團在北京五棵松萬事達劇場舉行一場紀念邁克爾·傑克遜的演出。期間背景中突然出現了1989年"六四事件"中"坦克人"照片，这是當年美聯社拍攝的這張照片此後成為六四事件的標誌之一。 劇團將其中的"坦克人"置換成傑克遜。 據香港《南華早報》報道，這張"坦克人"照片出現只有短短4秒鐘，在場的1.5萬北京人都看到了這個畫面。 當時，觀眾席一片死寂。

## 意外事故
2013年6月29日，該團在美國拉斯維加斯米高梅大賭場酒店的 KÀ 表演時，舞者莎拉·蓋亞德-圭洛特（Sarah Guyard-Guillot）意外跌落舞台而死亡，是太陽馬戲成立以來首次發生演員在演出過程中死亡的事件。
2013年11月3日，該團在美國拉斯維加斯阿麗雅賭場酒店的Zarkana表演時，一名男性特技員在表演『死亡之輪」（Wheel of Death）橋段時，腳沒有踩穩，從輪子上墜落，意外受傷。
2018年3月17日，一名空中飛人在美國佛羅里達州坦帕市表演時從高處墜地身亡。

## 常駐表演
- O
- CRISS ANGEL Mindfreak Live!
- Mystère
- La Nouba
- Zumanity
- KÀ
- The Beatles LOVE
- Michael Jackson ONE
- JOYA
- X绮幻之境[8]

## 帳篷巡迴演出
- Kooza（2007首演）
- Totem（2010首演）
- Amaluna（2012首演）
- Kurios（2014首演）
- Luzia（2016首演）
- Volta（2017首演）
- Echo（2023首演）

## 室內巡迴演出
- Varekai
- OVO
- Toruk - The First Flight
- Soda Stereo SEP7MIO DIA

## 台灣演出
- Algeria 歡躍之旅 (2009)

2009/1/14 - 2009/2/22 台北演出56場
- Varekai 奇幻森林 (2011)

2011/1/20 - 2011/3/6 台北演出45場
- Saltimbanco 藝界人生 (2012)

2012/8/29 - 2012/9/2 高雄演出8場
2012/9/5 - 2012/9/9 台北演出10場
- Michael Jackson The Immortal World Tour 麥可傑克森不朽傳奇世界巡迴 (2013)

2013/6/28 - 2013/6/30 台北演出5場
- OVO 蟲林森巴 (2013-2014)

2013/11/19 - 2014/1/5 台北演出55場
- Toruk - The First Flight 阿凡達前傳 (2017)

2017/7/6 - 2017/7/18 台北演出18場

## 外部連結
- 太陽馬戲團官方網址 （页面存档备份，存于）